# Primapus
Primapus is een geslacht van uitgestorven vogels uit het Vroeg-Eoceen van het Verenigd Koninkrijk. De fossielen werden gevonden in de London Clay, die ongeveer 50 miljoen jaar geleden werd afgezet. De typesoort is Primapus lacki.

## Beschrijving
Deze 17 centimeter grote vogel kon goed vliegen dankzij het korte en stevige opperarmbeen, dat structuren vertoonde voor aanpassingen aan het leven in de lucht. De vogel had een sterk ontwikkelde kop. Het aanhechtingsvlak voor de biceps en de kam voor de deltoideusspier waren eveneens goed ontwikkeld.

## Leefwijze
Primapus was een insectenetende gierzwaluw.

## Vondsten
Fossielen van dit dier werden gevonden in Europa.